# SV Kirchanschöring

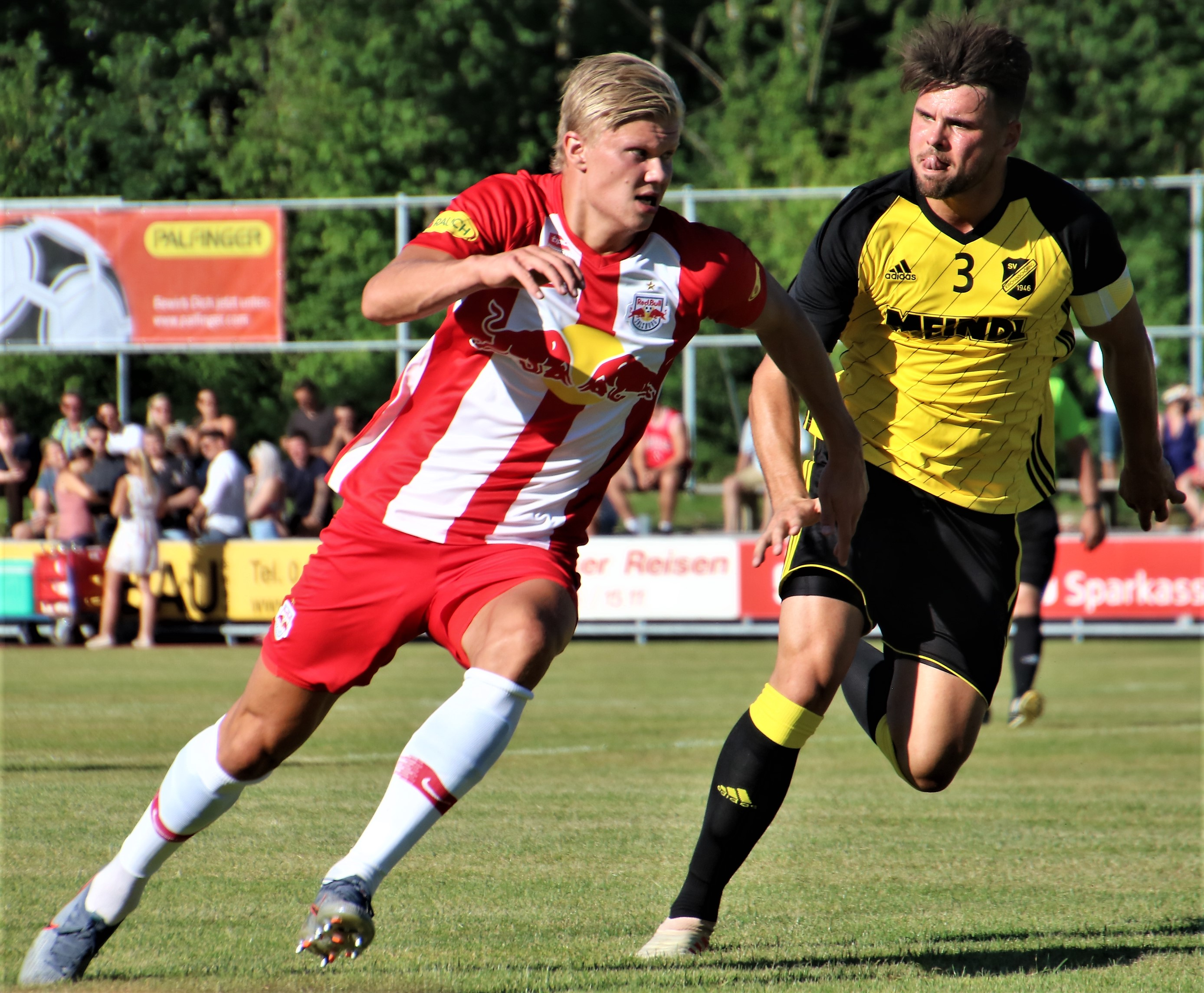
Erling Haaland (2019) bei einem Testspiel gegen den SV Kirchanschöring

Der SV Kirchanschöring (vollständiger Name: Sportverein Kirchanschöring e. V. 1946) ist ein Sportverein aus Kirchanschöring im oberbayerischen Landkreis Traunstein. Die erste Fußballmannschaft schaffte im Jahre 2015 den Aufstieg in die fünftklassige Bayernliga.

## Geschichte
Der Verein wurde im September 1946 gegründet. In den ersten Jahrzehnten spielte die Mannschaft lediglich auf Kreisebene, bevor im Jahre 1975 erstmals der Aufstieg in die Bezirksliga gelang. Dort schafften die Kirchanschöringer auf Anhieb den Durchmarsch in die seinerzeit viertklassige Landesliga. Nach einer 1:2-Entscheidungsspielniederlage gegen den FC Kempten musste die Mannschaft nach nur einem Jahr wieder absteigen. In den folgenden Jahrzehnten spielte der Verein zumeist in der Bezirksliga und erreichte in der Saison 2002/03 die Bezirksoberliga Oberbayern. Nach dem Wiederaufstieg im Jahre 2004 konnte sich der SVK in der Bezirksoberliga etablieren.
Im Jahre 2011 sicherten sich die Kirchanschöringer durch einen 2:0-Sieg im Entscheidungsspiel gegen den VfR Garching die Vizemeisterschaft und schafften den Aufstieg in die Landesliga Bayern-Süd. Nach einer Ligareform gehörte der Verein ab 2012 der Landesliga Südost an. Ein Jahr später übernahm der Ex-Profi Patrick Mölzl das Traineramt und führte die Mannschaft 2015 zur vorzeitigen Meisterschaft und dem Aufstieg in die fünftklassige Bayernliga.

## Persönlichkeiten
- Bernd Dürnberger
- Günter Heberle
- Michael Kostner